# Mason City (Iowa)
Mason City és una població dels Estats Units a l'estat d'Iowa. Segons el cens del 2000 tenia 29.172 habitants.

## Demografia
Segons el cens del 2000, Mason City tenia 29.172 habitants, 12.368 habitatges, i 7.507 famílies. La densitat de població era de 436,7 habitants/km².
Dels 12.368 habitatges en un 28,4% hi vivien nens de menys de 18 anys, en un 47,4% hi vivien parelles casades, en un 10,3% dones solteres, i en un 39,3% no eren unitats familiars. En el 33,5% dels habitatges hi vivien persones soles el 14,6% de les quals corresponia a persones de 65 anys o més que vivien soles. El nombre mitjà de persones vivint en cada habitatge era de 2,27 i el nombre mitjà de persones que vivien en cada família era de 2,9.
Per edats la població es repartia de la següent manera: un 23,6% tenia menys de 18 anys, un 10,2% entre 18 i 24, un 26,7% entre 25 i 44, un 21,7% de 45 a 60 i un 17,9% 65 anys o més.
L'edat mediana era de 38 anys. Per cada 100 dones de 18 o més anys hi havia 85,8 homes.
La renda mediana per habitatge era de 33.852 $ i la renda mediana per família de 45.160 $. Els homes tenien una renda mediana de 32.451 $ mentre que les dones 21.756 $. La renda per capita de la població era de 18.899 $. Entorn del 7,2% de les famílies i el 10% de la població estaven per davall del llindar de pobresa.

## Poblacions més properes
El següent diagrama mostra les poblacions més properes.